# Atletika na Letních olympijských hrách 1984 – 100 metrů muži
 Běh na 100 metrů mužů na Letních olympijských hrách 1984 se uskutečnil ve dnech 3. a 4. srpna na stadionu Memorial Coliseum v Los Angeles. Vítězem se stal Američan Carl Lewis, a získal svou první zlatou olympijskou medaili z celkových svých devíti. Stříbrnou medaili získal Američan Sam Graddy a bronz Kanaďan Ben Johnson.

## Výsledky finálového běhu
| *                | jméno             | země                   | čas   |
| ---------------- | ----------------- | ---------------------- | ----- |
| Zlatá medaile    | Carl Lewis        | Spojené státy americké | 9,99  |
| Stříbrná medaile | Sam Graddy        | Spojené státy americké | 10,19 |
| Bronzová medaile | Ben Johnson       | Kanada                 | 10,22 |
| 4                | Ron Brown         | Spojené státy americké | 10,26 |
| 5                | Michael McFarlane | Velká Británie         | 10,27 |
| 6                | Ray Stewart       | Jamajka                | 10,29 |
| 7                | Donovan Reid      | Velká Británie         | 10,33 |
| 8                | Tony Sharpe       | Kanada                 | 10,35 |